# Финал Кубка Английской футбольной лиги 2021
Финал Кубка Английской футбольной лиги 2021 (англ. 2021 EFL Cup Final) — футбольный матч, который состоялся 25 апреля 2021 года на стадионе «Уэмбли» в Лондоне. Матч стал завершением 61-го розыгрыша Кубка Английской футбольной лиги, кубкового турнира, в котором приняли участие 92 клуба из Премьер-лиги и Английской футбольной лиги. В матче встретились «Манчестер Сити» и «Тоттенхэм Хотспур». Победу с минимальным счётом 1:0 одержал «Сити».

## Путь к финалу
Основная статья: Кубок Английской футбольной лиги 2020/2021

### «Манчестер Сити»
| Раунд           | Дата             | Соперник          | Счёт |
| --------------- | ---------------- | ----------------- | ---- |
| Третий раунд    | 24 сентября 2020 | Борнмут           | 2:1  |
| Четвёртый раунд | 30 сентября 2020 | Бернли            | 3:0  |
| Четвертьфинал   | 22 декабря 2020  | Арсенал           | 4:1  |
| Полуфинал       | 5 января 2021    | Манчестер Юнайтед | 2:0  |

### «Тоттенхэм Хотспур»
| Раунд           | Дата             | Соперник      | Счёт           |
| --------------- | ---------------- | ------------- | -------------- |
| Третий раунд    | 24 сентября 2020 | Лейтон Ориент | 3:0            |
| Четвёртый раунд | 29 сентября 2020 | Челси         | 1:1 (5:4 пен.) |
| Четвертьфинал   | 23 декабря 2020  | Сток Сити     | 3:1            |
| Полуфинал       | 6 января 2021    | Брентфорд     | 2:0            |

## Отчёт о матче
| Манчестер Сити | 1:0     | Тоттенхэм Хотспур |
| -------------- | ------- | ----------------- |
| Ляпорт 82′     | (отчёт) |                   |

| Манчестер Сити | Тоттенхэм Хотспур |

| Игрок матча: Рияд Махрез Судейская бригада - Помощники судьи: Ли Беттс, Константин Хатцидакис - Резервный судья: Питер Бэнкс - Резервный судья: Дэниел Робатан - Видеопомощник судьи (VAR): Андре Марринер - Ассистент видеопомощника судьи (VAR): Эдриан Холмс | Регламент матча: - 90 минут основного времени. - 30 минут овертайм в случае необходимости. - Послематчевые пенальти в случае необходимости. - Семь запасных с каждой стороны. - Максимальное количество замен — по три с каждой стороны, четвёртая возможна в дополнительное время. |